# Ethan Mitchell
Ethan Mitchell (Auckland, 19 de fevereiro de 1991) é um ciclista de pista neozelandês. Competiu nos Jogos Olímpicos de Verão de 2012.